# Pellenes lucidus
Pellenes lucidus es una especie de araña saltarina del género Pellenes, familia Salticidae. Fue descrita científicamente por Logunov, Zamanpoore en 2005.
Habita en Afganistán.